# Alessandro Matri
Alessandro Matri (ur. 19 sierpnia 1984 w Sant’Angelo Lodigiano) – włoski piłkarz występujący na pozycji napastnika we włoskim klubie Sassuolo. Wychowanek Milanu, w trakcie swojej kariery reprezentował także barwy takich klubów jak Prato, Lumezzane, Rimini, Cagliari Calcio, Juventus F.C., ACF Fiorentina oraz S.S. Lazio. Ma za sobą pięć występów w reprezentacji Włoch, dla której zdobył jedną bramkę.